# 中澤重一
中澤 重一（なかざわ しげかず、1921年〈大正10年〉11月8日 - 1997年〈平成9年〉4月23日）は、日本の政治家。東京都東大和市長（1期）。

## 来歴
東京府立府中農蚕学校（現・東京都立農業高等学校）卒。大和町（現・東大和市）役場に入り、市教育長、助役などを務める。1991年〈平成3年〉の市長選挙に立候補し、元国士舘大学教授の尾又正則（のち東大和市長）を破って当選する。市長は1期務め、1995年〈平成7年〉に退任。1997年〈平成9年〉死去。